# Somain
Somain és un municipi francès, situat a la regió dels Alts de França, al departament del Nord. L'any 2006 tenia 12.099 habitants. Limita al nord amb Marchiennes i Rieulay, a l'est amb Fenain, al sud amb Aniche i Abscon i a l'oest amb Bruille-lez-Marchiennes.

## Demografia
| 1962                                       | 1968   | 1975   | 1982   | 1990   | 1999   | 2006   |
| ------------------------------------------ | ------ | ------ | ------ | ------ | ------ | ------ |
| 15.261                                     | 14.096 | 12.620 | 11.971 | 12.013 | 12.094 | 12.099 |
| Des de 1962: població sense dobles comptes |        |        |        |        |        |        |

## Administració
| Període   | Identitat             | Partit |
| --------- | --------------------- | ------ |
| 1947-1952 | Victor Bachelet       |        |
| 1952-1964 | Achille Fleury        |        |
| 1964-1977 | Marc Demilly          |        |
| 1977-     | Jean-Claude Quennesso | PCF    |